# Summerside (Ohio)
Summerside es un lugar designado por el censo ubicado en el condado de Clermont en el estado estadounidense de Ohio. En el Censo de 2010 tenía una población de 5083 habitantes y una densidad poblacional de 937,23 personas por km².

## Geografía
Summerside se encuentra ubicado en las coordenadas 39°7′7″N 84°17′10″O / 39.11861, -84.28611. Según la Oficina del Censo de los Estados Unidos, Summerside tiene una superficie total de 5.42 km², de la cual 5.41 km² corresponden a tierra firme y (0.33%) 0.02 km² es agua.

## Demografía
Según el censo de 2010, había 5083 personas residiendo en Summerside. La densidad de población era de 937,23 hab./km². De los 5083 habitantes, Summerside estaba compuesto por el 94.59% blancos, el 1.16% eran afroamericanos, el 0.26% eran amerindios, el 1.36% eran asiáticos, el 0% eran isleños del Pacífico, el 0.92% eran de otras razas y el 1.71% pertenecían a dos o más razas. Del total de la población el 2.09% eran hispanos o latinos de cualquier raza.